# Ana Paula Polegatch
Ana Paula Polegatch (Guarapuava, estat de Paranà, 21 d'octubre de 1988) és una ciclista brasilera. Del seu palmarès destaquen els dos Campionats nacionals en contrarellotge.

## Palmarès
- 2014
  -  Campiona del Brasil en contrarellotge
- 2017
  -  Campiona del Brasil en contrarellotge